# ポルシェ・ミッションX
ポルシェ・ミッションX (Porsche Mission X) はポルシェが製造したコンセプトカーである。

## 概要
ミッションXは2023年6月8日にドイツシュトットガルトにあるポルシェミュージアムで発表された。この日はミュージアムで「ポルシェスポーツカー75周年展」が開幕する前夜で、356ロードスターの1号車が認証された75周年の記念日でもある。
デザインテーマは「クラシックなブランドエレメントの再解釈」が掲げられ、炭素繊維強化プラスチック製のフレームを備えた軽量ガラスドームや、バタフライドアは伝説的レーシングカー「ポルシェ・917」をモチーフにしている。リアアクスルには半透明なエアロブレードが取り付けられており、これはホイールデザインだけではなくブレーキの冷却を高めるタービンのような働きをする。ポルシェの市販車に用いられる4灯式ヘッドランプは、「ポルシェ・906」や「ポルシェ・908」などのレーシングカーからインスピレーションを得た垂直ベースのフォルムにアレンジ。リアコンビランプは4灯式がベースとなる水平基調のもので、中央に「PORSCHE」ロゴを配置する浮かんでいるようなデザイン構成が特徴となっている。充電中はロゴ内の“E”の文字が脈動する演出も施されている。
インテリアは左右非対称のデザイン。左右のシートで色が異なり、6点式シートベルトがシートシェルとモノコックシャシーに取り付けられている。
パワートレインは未公表だが、バッテリーが車体のシート後方に取り付けられる「eコアレイアウト」を採用している。